# 1801 dans les chemins de fer
Chronologie des chemins de fer
1800 dans les chemins de fer - 1801 - 1802 dans les chemins de fer
Cet article présente les faits marquants de l'année 1801 dans les chemins de fer.

## Événements
- en Angleterre, attribution de la première concession pour un rail-way (chemin de fer), ligne de Wandworth à Croydon[1].

## Naissances
- 12 mars : Jean-Albert-Vincent-Auguste Perdonnet, ingénieur français issu d'une famille d'origine suisse, travaillant sur le projet et la construction du chemin de fer de Paris à Saint-Germain et directeur de l'École Centrale des Arts et Manufactures entre 1862 et 1867[2]. Il publiera des ouvrages sur les chemins de fer († 27 septembre 1867).